# Ázsia országainak címerei

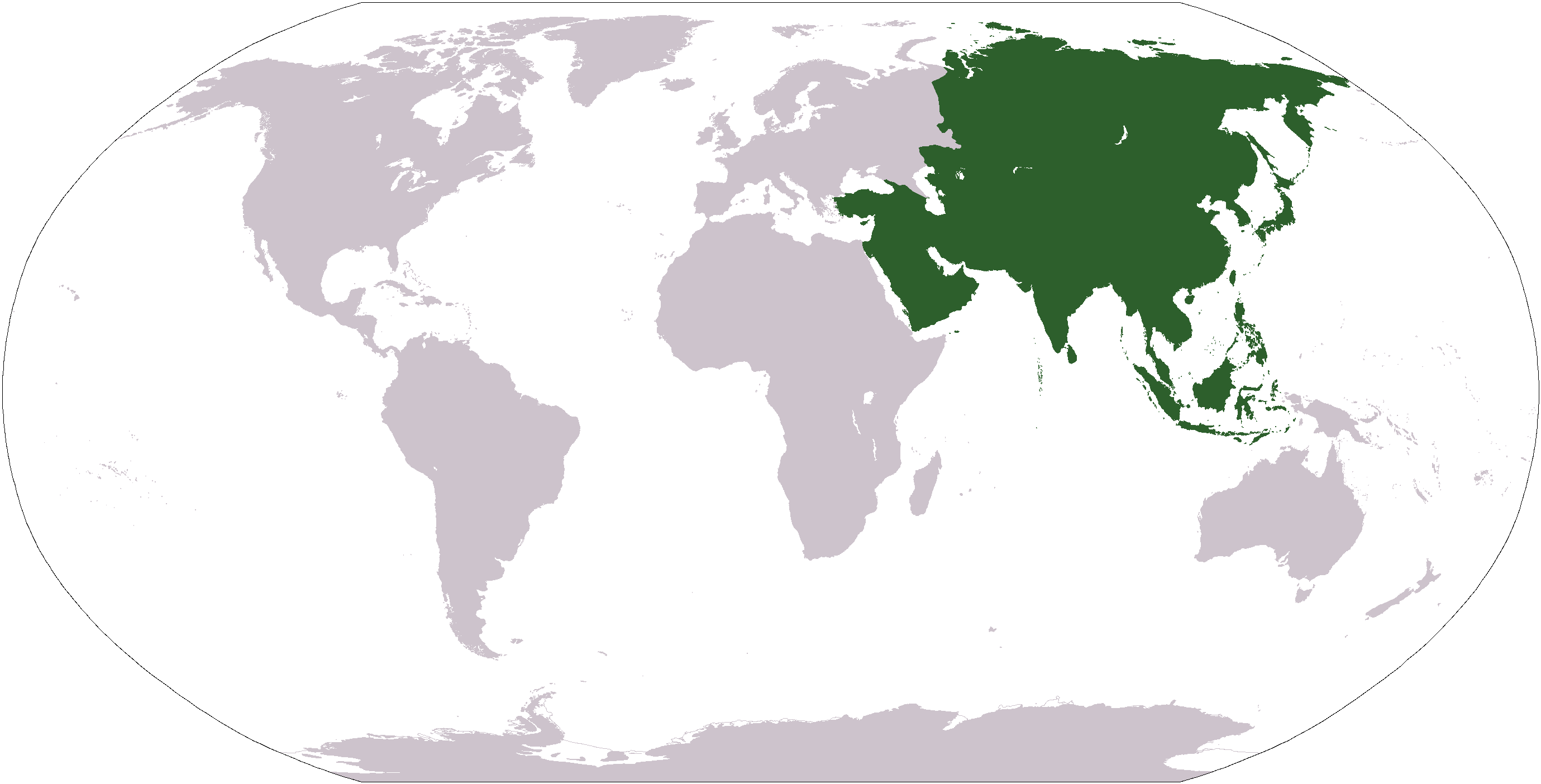

Az alábbi lista Ázsia országainak a címereit tartalmazza.

## Nemzetközileg elismert, önálló országok
| Ország                  | Címer | Címeres szócikk                   |
| ----------------------- | ----- | --------------------------------- |
| Afganisztán             |       | Afganisztán címere                |
| Egyesült Arab Emírségek |       | Az Egyesült Arab Emírségek címere |
| Azerbajdzsán            |       | Azerbajdzsán címere               |
| Bahrein                 |       | Bahrein címere                    |
| Banglades               |       | Banglades                         |
| Bhután                  |       | Bhután címere                     |
| Brunei                  |       | Brunei címere                     |
| Ciprus                  |       | Ciprus címere                     |
| Dél-Korea               |       | Dél-Korea                         |
| Észak-Korea             |       | Észak-Korea címere                |
| Fülöp-szigetek          |       | A Fülöp-szigetek címere           |
| Grúzia                  |       | Grúzia címere                     |
| India                   |       | India címere                      |
| Indonézia               |       | Indonézia címere                  |
| Irak                    |       | Irak címere                       |
| Irán                    |       | Irán címere                       |
| Izrael                  |       | Izrael címere                     |
| Japán                   |       | Japán címere                      |
| Jemen                   |       | Jemen címere                      |
| Jordánia                |       | Jordánia címere                   |
| Kambodzsa               |       | Kambodzsa címere                  |
| Katar                   |       | Katar címere                      |
| Kazahsztán              |       | Kazahsztán címere                 |
| Kelet-Timor             |       | Kelet-Timor címere                |
| Kína                    |       | Kína címere                       |
| Kirgizisztán            |       | Kirgizisztán címere               |
| Kuvait                  |       | Kuvait címere                     |
| Laosz                   |       | Laosz címere                      |
| Libanon                 |       | Libanon címere                    |
| Malajzia                |       | Malajzia címere                   |
| Maldív-szigetek         |       | A Maldív-szigetek címere          |
| Mianmar                 |       | Mianmar címere                    |
| Mongólia                |       | Mongólia címere                   |
| Nepál                   |       | Nepál címere                      |
| Omán                    |       | Omán címere                       |
| Oroszország             |       | Oroszország címere                |
| Örményország            |       | Örményország címere               |
| Pakisztán               |       | Pakisztán címere                  |
| Srí Lanka               |       | Srí Lanka címere                  |
| Szaúd-Arábia            |       | Szaúd-Arábia címere               |
| Szingapúr               |       | Szingapúr címere                  |
| Szíria                  |       | Szíria címere                     |
| Tádzsikisztán           |       | Tádzsikisztán címere              |
| Thaiföld                |       | Thaiföld címere                   |
| Törökország             |       | Törökország címere                |
| Türkmenisztán           |       | Türkmenisztán címere              |
| Üzbegisztán             |       | Üzbegisztán címere                |
| Vietnám                 |       | Vietnám címere                    |

## Függő területek
| Ország     | Terület          | Címer | Címeres szócikk           |
| ---------- | ---------------- | ----- | ------------------------- |
| Ausztrália | Karácsony-sziget |       | A Karácsony-sziget címere |

## Vitatott státuszú területek
| Terület       | Címer | Címeres szócikk      |
| ------------- | ----- | -------------------- |
| Abházia       |       | Abházia címere       |
| Dél-Oszétia   |       | Dél-Oszétia címere   |
| Észak-Ciprus  |       | Észak-Ciprus címere  |
| Hegyi-Karabah |       | Hegyi-Karabah címere |
| Palesztina    |       | Palesztina címere    |
| Tajvan        |       | Tajvan címere        |